# Которовское сельское поселение
Которовское сельское поселение — муниципальное образование (сельское поселение) в Касимовском районе Рязанской области.
Административный центр — село Которово.

## Население
| 2010 | 2012  | 2013  | 2014  | 2015  | 2016 | 2017 |
| ---- | ----- | ----- | ----- | ----- | ---- | ---- |
| 1119 | ↘1080 | ↘1059 | ↘1031 | ↘1011 | ↘999 | ↘970 |
| 2018 | 2019  | 2020  | 2021  |       |      |      |
| ↘961 | ↘947  | ↗974  | ↗1180 |       |      |      |

## Состав поселения
| № | Населённый пункт | Тип населённого пункта       | Население |
| - | ---------------- | ---------------------------- | --------- |
| 1 | Ватранцы         | деревня                      | 4         |
| 2 | Высоково         | деревня                      | 4         |
| 3 | Которово         | село, административный центр | 355       |
| 4 | Крюково          | деревня                      | 271       |
| 5 | Ларино           | деревня                      | 14        |
| 6 | Любовниково      | село                         | 289       |
| 7 | Марсево          | деревня                      | 36        |
| 8 | Полутино         | деревня                      | 131       |
| 9 | Полянки          | деревня                      | 15        |

## История
Которовское сельское поселение образовано в 2006 г. из Которовского и Любовниковского сельских округов.